# کین (ویرجینیای)
کین (به انگلیسی: Keene) یک منطقهٔ مسکونی در ایالات متحده آمریکا است که در شهرستان البمارل، ویرجینیا واقع شده‌است.